# Murgenthal
Murgenthal là một đô thị ở huyện Zofingen, bang Aargau, Thụy Sĩ.